# 坂元親男
坂元 親男（さかもと ちかお、1911年2月2日 - 1998年4月17日）は、日本の政治家。衆議院議員（1期）、参議院議員（3期）。

## 来歴
宮崎県北諸県郡高崎町（現都城市）出身。旧制宮崎県立都城中学校（現：宮崎県立都城泉ヶ丘高等学校・附属中学校）を経て、1932年、京都高等蚕糸学校（現：京都工芸繊維大学）卒業。宮崎県議会議員を5期務めた後、1969年の衆院選に自由民主党公認で出馬し初当選。1972年の衆院選で落選。1976年の参議院議員補選に宮崎県選挙区から無所属で出馬し当選。その後自民党に復党。参議院当選3回。自民党では番町政策研究所（三木武夫→河本敏夫派）に所属。1988年12月から翌年の6月まで竹下改造内閣の北海道開発庁長官兼沖縄開発庁長官を務めた。同内閣の高辻正己、片岡清一、丹羽兵助とともに明治生まれの国務大臣としては最後となった。1989年政界引退。
1998年4月17日、胆嚢癌のため宮崎県宮崎郡清武町の宮崎医科大学附属病院で死去、87歳。死没日をもって従三位に叙される。

## 栄典
- 1989年11月 - 勲一等瑞宝章受章[5]
- 1998年4月17日 - 従三位